# 머니볼 (영화)
머니볼(Moneyball)은 베넷 밀러가 감독을 맡고, 컬럼비아 픽처스가 배급한 2011년 전기 스포츠 드라마 영화이다.
이 영화는 메이저 리그 베이스볼 팀 오클랜드 애슬레틱스의 단장 빌리 빈이 약팀을 강하게 발전시키는 2002년 시즌을 바탕으로, 마이클 루이스가 쓰고 2003년 출판된 동명의 책을 원작으로 했다. 영화에서, 빈 (브래드 피트)와 부단장 피터 브랜드 (조나 힐)은 팀의 재정 불안에 직면해서, 과학적인 세이버매트릭스를 이용해 잠수함 투수 채드 브래드퍼드 (케이시 본드)와 스콧 해티버그 (크리스 프랫)을 영입하며 팀을 이끌어가는 내용이다.
컬럼비아 픽처스가 2004년 루이스의 책 저작권을 사들였다. 몇 년간의 개발 과정 이후, 2011년 토론토 국제 영화제에서 특별 상영되었고, 2011년 9월 23일 미국에서 개봉하였다.

## 줄거리
2001년, 오클랜드 애슬레틱스의 단장 빌리 빈은 팀이 디비전 시리즈에서 뉴욕 양키스에게 패했다는 사실을 알게 된다. 2002년 야구 연도가 다가오고 있는 가운데 빈 은 주로 9월 11일 사건 이후의 경제 황폐화로 인해 조직의 예산과 급여가 제한되어 있기 때문에 어려운 결정에 직면한다.
클리블랜드 인디언스를 스카우트 방문하던 중 빈은 선수 평가에 관해 급진적인 아이디어를 가진 예일대 경제학 졸업생인 피터 브랜드를 만난다. 빈은 브랜드가 고등학교 때 자신을 드래프트했을지 물었다. 스카우트들은 빈을 유망한 선수로 여겼지만, 메이저 리그에서의 그의 경력은 실망스러웠다. 브랜드는 9라운드가 되어서야 그를 드래프트했을 것이라고 말한다. 감명받은 빈은 그를 고용한다.
빈은 브랜드의 세이버메트릭 방법을 사용하여 저평가된 선수들과 계약한다. 애슬레틱스의 스카우트들은 이 전략에 만족하지 않았고, 빈은 격렬한 대립 끝에 수석 스카우트인 그레이디 퓨슨을 해고했다. 빈은 또한 계약 마지막 해에 있는 애슬레틱스의 감독인 아트 하우의 반대에 직면해 있으며, 그는 계약 연장을 요청해 왔다. 하우는 빈과 브랜드의 전략을 무시하고 더 전통적인 라인업을 사용한다.
올해는 계획대로 진행되었지만, 애슬레틱스는 고전하며 10경기 뒤처졌다. 브랜드는 해당 방법이 효과가 없다는 결론을 내리기에는 표본 크기가 너무 작다고 주장하고, 빈은 팀 오너인 스티븐 쇼트를 설득해 기존 방식을 고수하도록 한다. 앞으로 3주 안에 애슬레틱스는 4경기 뒤처지게 된다.
트레이드 마감일이 다가오면서 애슬레틱스는 연승을 달리고 있지만 빈은 특히 원정 경기에서 경기장에 가는 것을 꺼린다. 그의 딸 케이시는 빌리가 참석하도록 설득했고, 그가 참석했을 때 애슬레틱스는 이미 20경기 연속 승리를 거두었다. 애슬레틱스는 다시 플레이오프에 진출했지만, 이번에는 디비전 시리즈에서 미네소타 트윈스에게 패했다.
나중에 빈은 보스턴 레드삭스 구단주 존 헨리와 면접을 보러 가는데, 빈이 팀의 차기 단장이 되고 싶은지 알아보기 위해서다. 빈은 오클랜드에 남기를 원한다며 제안을 거절한다.

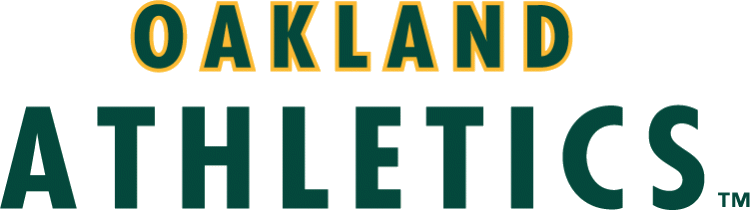
영화 주 배경이 되는 오클랜드 애슬레틱스 구단 로고

## 출연

### 주연
- 브래드 피트

### 조연

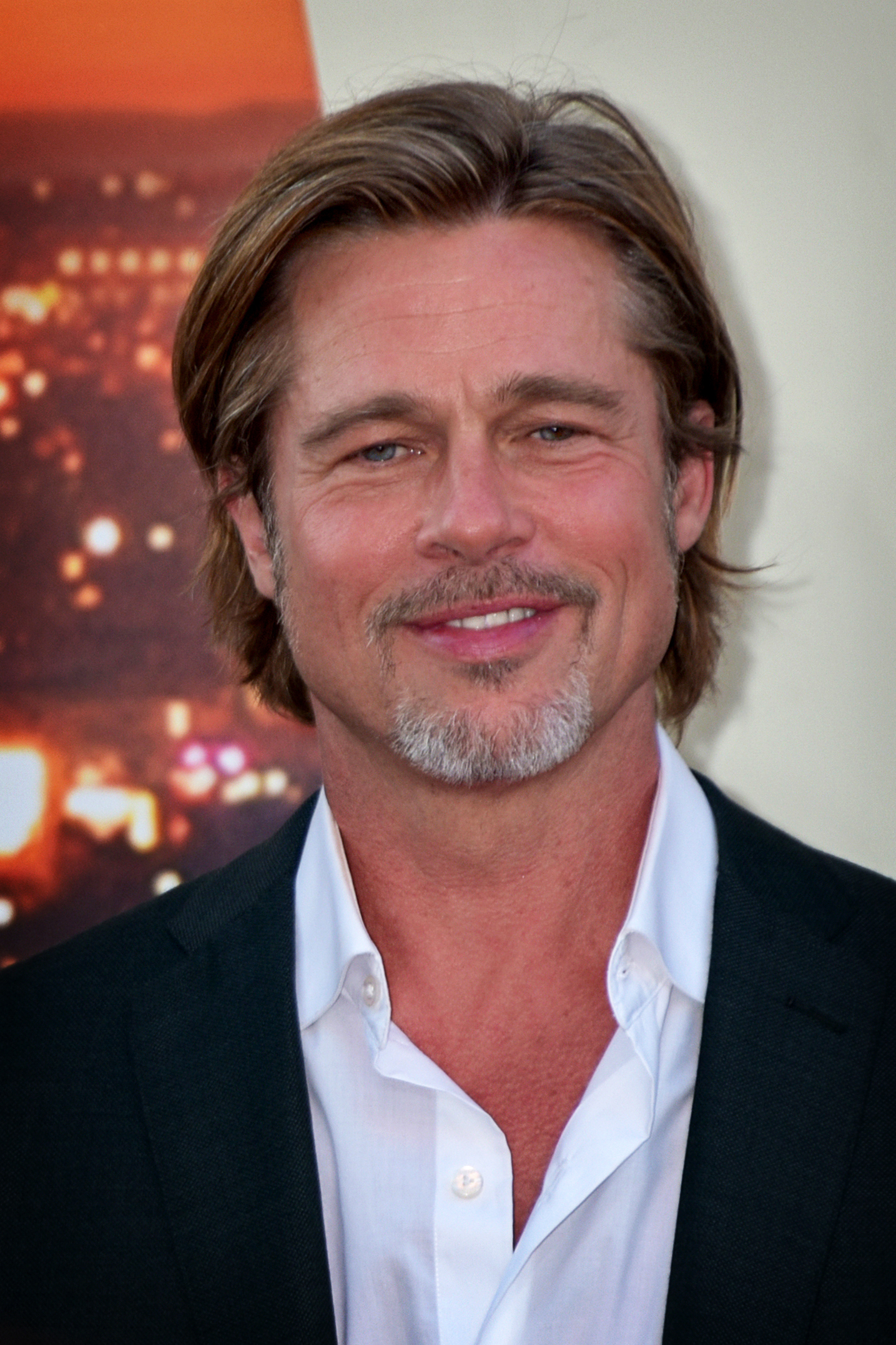
빌리 빈 역 브래드 피트

- 조나 힐
- 필립 세이모어 호프만
- 로빈 라이트
- 크리스 프랫
- 스티븐 비숍
- 케리스 도시
- 타미 브랜차드
- 에린 피켓
- 키스 미들브룩
- 제임스 샨클린
- 타카요 피셔
- 크리스 맥게리
- 데이빗 허치슨
- 에릭 웨스트
- 크리스 스미스
- 조단 월커 로스
- 아리 자가리스
- 라이언 맥캔
- 디애너 마크스
- 베니 벨빌리 빈 역 브래드 피트
- 존 클러킨
- 데이브 빈
- 카브랜 E. 챔버레인
- 앨런 추
- 재커리 컬벗슨
- 데이빗 앨런 호지스
- 알렉산더 카넬라코스
- 하비에르 몬토야
- 쉐인 쇼엡프너
- 토머스 W. 스튜어트
- 줄리 와그너
- 아드리안 벨라니
- 닉 서시

## 기타
- 음향: 뎁 아데어
- 음향: 론 보처
- 음향: 데이브 지아마르코
- 음향: 에드 노빅
- 미술: 제스 곤처
- 세트: 낸시 헤이그
- 의상: 카시아 월릭카 메이몬
- 배역: 프랜신 마이슬러

## 평가

### 영화평론가
- 백승찬 - <아론 소킨 만세> '꼴찌팀의 감동실화'나 '무명선수의 성공기'를 기대하면 큰일 난다. [머니볼]은 창의적이지만 냉혹한 경영자와 그의 경영 전략에 대한 세밀한 탐구다. 이런 사람은 바깥에서 보면 영웅이지만, 안에서 보면 악당이다. 빌리 빈의 두 얼굴을 모두 그려낸 건 절반 이상 각본가 아론 소킨의 공으로 돌려야 할 것 같다. 스티브 잡스 전기영화의 각본가로 소킨이 아닌 사람은 생각할 수 없다.
- 이형석 - <이래서 야구를 좋아할 수 밖에 없다니까> 다윗이 골리앗을 이기는 게임은 늘 흥미진진하다. [머니볼]은 '배팅'하는 그라운드가 아닌 '베팅'하는 포커판, 선수를 사고파는 머니게임에서 승부가 결정되는 '진짜 야구'를 그렸다. 스타플레이어도 아니고 어지간한 야구팬이 아니라면 '듣보잡' 단장이 주인공. 장애극복, 고난돌파, 가족이별의 이야기도 없는 야구전략이론이 소재. 이 재미 없어보이는 조합으로 매력적인 드라마를 그려낸 솜씨가 대단하다. 하지만 '최소비용 최대효과'가 유일무이한 원칙인 머니볼 이론을, 당신 직장, 당신 삶에 대입하면 왠지 씁쓸할걸?

### 네티즌

#### 해외
- IMDb 7.6/10
- Metacritic 8.0/10
- Letterboxd 3.8/5.0

#### 국내
- 네이버영화 8.41/10
- 다음영화 8.2/10

## 흥행
개봉일 북미 박스오피스 1위에 등극했고 세 달 가까이 상영하며 12월 중순에 막을 내린 북미 최종 흥행수익은 7560만 달러를 기록했다. 해외 흥행은 아무래도 야구를 소재로 해서인지 일본(1140만 달러)-호주(523만 달러)-한국(403만 달러)이 그나마 흥행에 성공한 경우이고, 나머지 프랑스, 독일, 이탈리아, 러시아, 중국, 영국 같은 영화시장 규모 10위 이내 국가들에서는 100만 달러를 채 넘기지 못하며 해외 흥행 총수익은 3145만 달러로 마무리됐다. 전세계 총매출은 1억 706만 달러로 제작비 5천만 달러와 비교한다면 손익분기점은 넘겼다.

## 같이 보기
- 스포츠 영화
- 머니볼 영화와 실제의 차이
- 오클랜드 애슬레틱스
- 머니볼